# Nationaal Park Arctisch Rusland
Nationaal Park Arctisch Rusland (Russisch: Национальный парк «Русская Арктика») omvat het noordelijkste deel van Nova Zembla en de gehele archipel Frans Jozefland, beide onderdeel van de oblast Archangelsk van Rusland. De oprichting tot nationaal park vond plaats op 15 juni 2009 per besluit (№ 821/2009) van de regering van de Russische Federatie en staat onder het gezag van het Ministerie van Natuurlijke Hulpbronnen en Milieu. Ten tijde van de oprichting omvatte het nationaal park alleen het noordelijke deel van Nova Zembla. Op 4 september 2011 werd het nationaal park uitgebreid en werd ook Frans Jozefland bij het reservaat gevoegd.

## Doel van oprichting
Het doel van de oprichting is het behoud en bescherming van de natuurlijke complexen die van hoge historische, ecologische en esthetische waarde zijn. Ook worden er voorwaarden gesteld voor gereguleerd toerisme en recreatie en zijn alle activiteiten verboden die het nationaal park schaden. Nationaal Park Arctisch Rusland heeft een oppervlakte van 14.260 km², waarvan 6.320,9 km² op het land en 7.939,1 km² in de omringende Noordelijke IJszee ligt. Het oorspronkelijke doel was echter om ook Frans Jozefland aan het nationaal park toe te voegen, wat in 2011 alsnog gebeurde. Het nieuw bijgevoegde gebied heeft een oppervlakte van maar liefst 4.200.000 km². Frans Jozefland is zeer belangrijk voor sommige diersoorten die op de Russische Rode Lijst van bedreigde soorten en de Rode Lijst van de IUCN staan. Zo broedt hier een substantieel deel van de wereldpopulatie ivoormeeuwen (Pagophila eburnea), een zeldzame meeuwensoort die alleen in het noordpoolgebied voorkomt. Het is daarnaast een belangrijk voortplantingsgebied voor de ijsbeer (Ursus maritimus) en walrus (Odobenus rosmarus) en er worden regelmatig grote aantallen van de zeldzame Groenlandse walvis (Balaena mysticetus) en narwal (Monodon monoceros) aangetroffen. Vanuit ornithologisch perspectief is het ook een zeer belangrijk gebied.

## Historie
Op het noorden van Nova Zembla, op het huidige grondgebied van het nationaal park, kwam Willem Barentsz vast te zitten in de winter van 1596 op 1597. Het hout van het schip waar hij en zijn mannen mee hadden gevaren werd gebruikt om een huis van te bouwen. Dit huis werd gebruikt om de strenge winter te overleven en werd het Het Behouden Huys genoemd.

## Fauna van Nova Zembla
Nova Zembla ligt op de scheidingslijn van de Barentszzee aan de westzijde en de Karazee aan de oostzijde. De Barentszzee staat onder invloed van de relatief warme Noord-Atlantische stroom en bevriest daardoor niet volledig in de winter. De Karazee is echter bedekt met een stevig pak ijs gedurende vele maanden. Door de korte afstand tot het Russische vasteland is de flora en fauna op Nova Zembla, en daarmee ook Nationaal Park Arctisch Rusland, nog vrij divers voor een zo noordelijk gelegen gebied. Op Nova Zembla leeft een endemische ondersoort van het rendier (Rangifer tarandus pearsoni), waar ze vooral van mossen, korstmossen en vaatplanten leven. Ook leven hier ijsberen (Ursus maritimus) en poolvossen (Alopex lagopus). Onder de broedvogels bevinden zich de paarse strandloper (Calidris maritimus), kortbekzeekoet (Uria lomvia), roodkeelduiker (Gavia arctica), eider (Somateria mollissima) en sneeuwgors (Plectrophenax nivalis).

## Fauna van Frans Jozefland
Frans Jozefland is anders qua karakter en kent een sterk poolklimaat. De vogels die men hier aantreft zijn kenmerkend voor eilanden in de hoogarctische zone. De meeste soorten zijn afhankelijk van maritieme voedselbronnen. De talrijkste soort is waarschijnlijk de kleine alk (Alle alle), die met circa 400.000 broedparen verspreid over 70 kolonies op Frans Jozefland aanwezig is. Kleine alken zijn gespecialiseerd in het eten van zoöplankton en voeden zich vooral met kleine kreeftachtigen als Calanus glacialis. Andere talrijke soorten zijn de kortbekzeekoet (Uria lomvia), drieteenmeeuw (Rissa tridactyla), grote burgemeester (Larus hyperboreus), zwarte zeekoet (Cepphus grylle) en noordse stormvogel (Fulmarus glacialis). Ook leven er op Frans Jozefland ivoormeeuwen (Pagophila eburnea), een kwetsbare soort die in kleine kolonies broedt. In goede jaren zijn er 2.000 à 3.000 broedparen in de archipel aanwezig. Ook de kleine jager (Stercorarius parasiticus) broedt jaarlijks op Frans Jozefland, maar is nooit talrijk. Twee van de aanwezige soorten zijn voor hun voortbestaan niet van de zee afhankelijk, dit zijn de sneeuwgors (Plectrophenax nivalis) en het spitsbergensneeuwhoen (Lagopus muta hyperborea). In de wateren van Frans Jozefland leeft een groot aantal zeezoogdieren, zoals de beloega (Delphinapterus leucas), narwal (Monodon monoceros), Groenlandse walvis (Balaena mysticetus), walrus (Odobenus rosmarus), ringelrob (Pusa hispida) en baardrob (Erignathus barbatus). In de nazomer wordt ook de zadelrob (Pagophilus groenlandicus) in de wateren van Frans Jozefland aangetroffen. Daarnaast vormt de archipel voor de ijsbeer (Ursus maritimus) een van de belangrijkste voortplantingsgebieden op aarde. De dichtheid is hier vijf keer hoger dan op het nabijgelegen Spitsbergen en wordt in de onderzochte gebieden op ca. 3.000 individuen geschat.

## Afbeeldingen

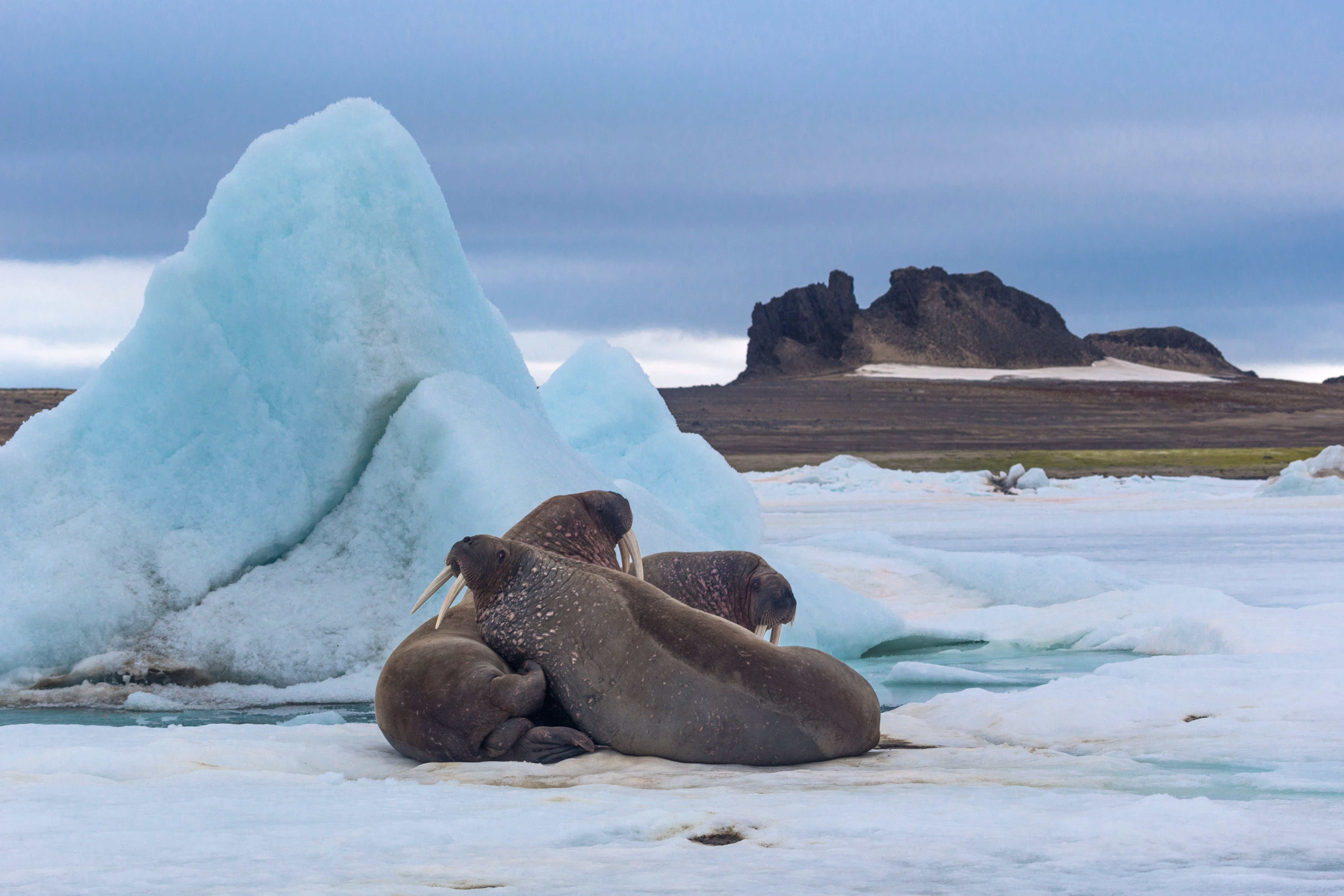
Walrussen (Odobenus rosmarus) op Hayes-eiland, Frans Jozefland.
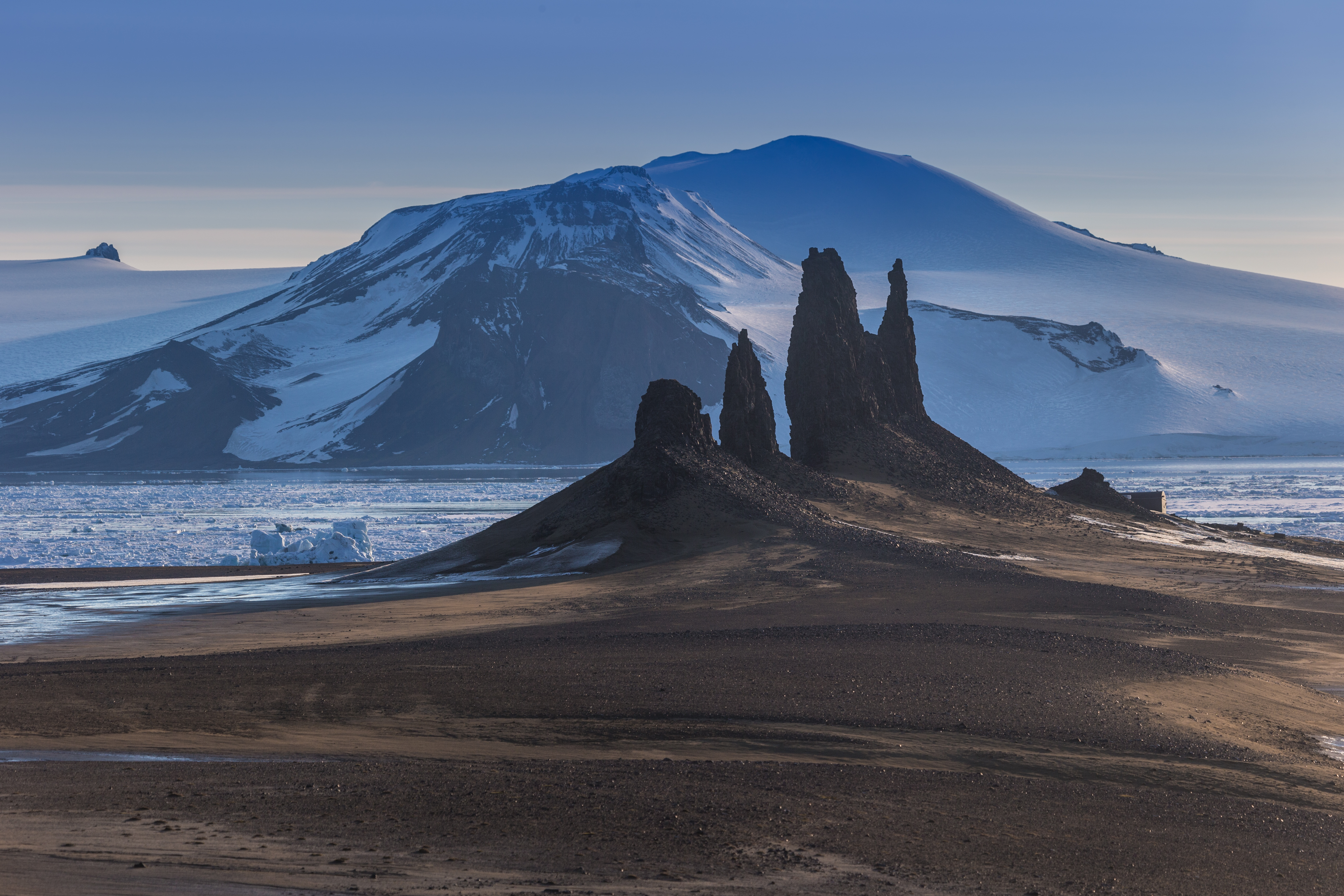
Uitzicht op Kaap Bliznetsy, Hayes-eiland, Frans Jozefland.
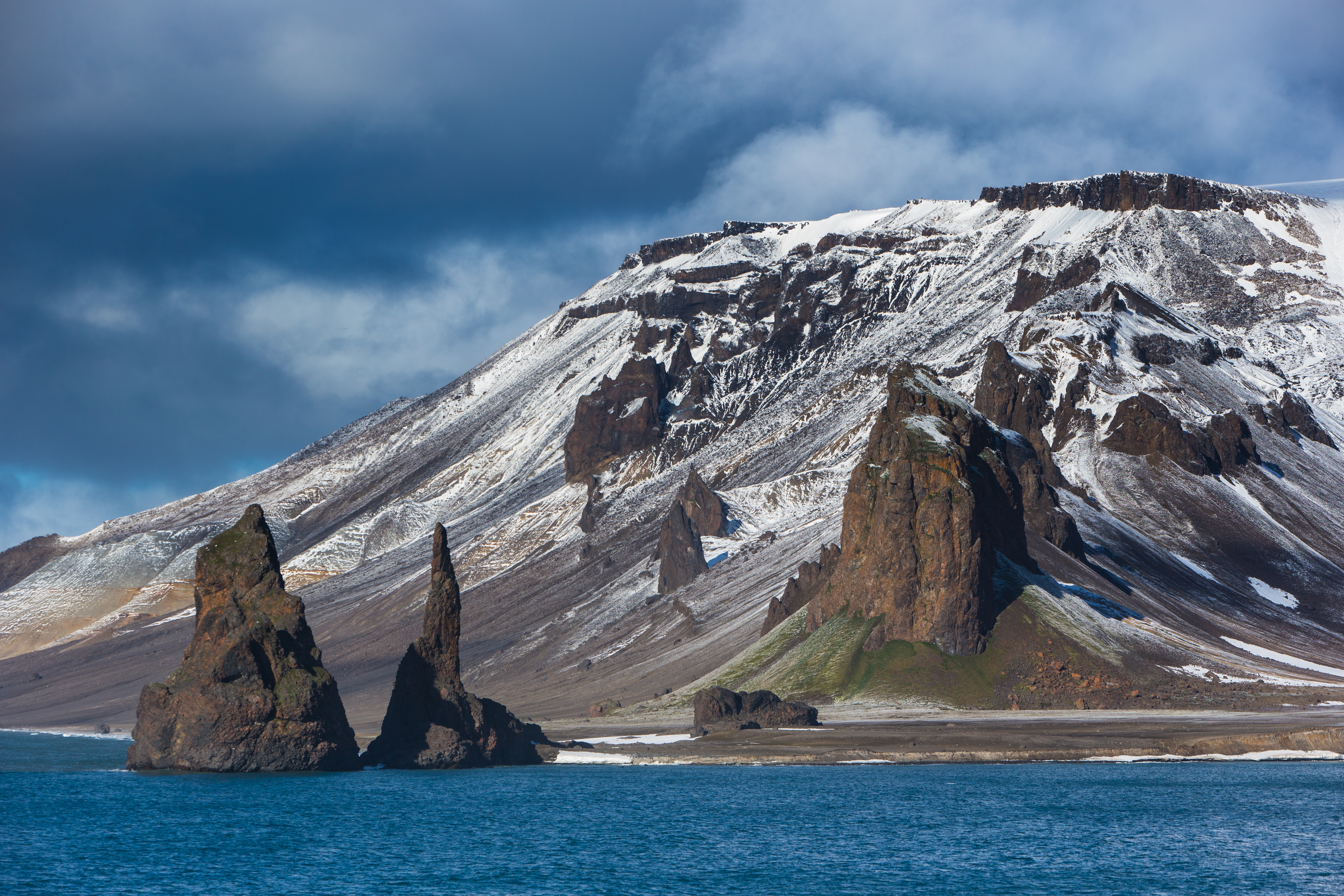
Uitzicht op Kaap Tegethoff, Hall, Frans Jozefland.
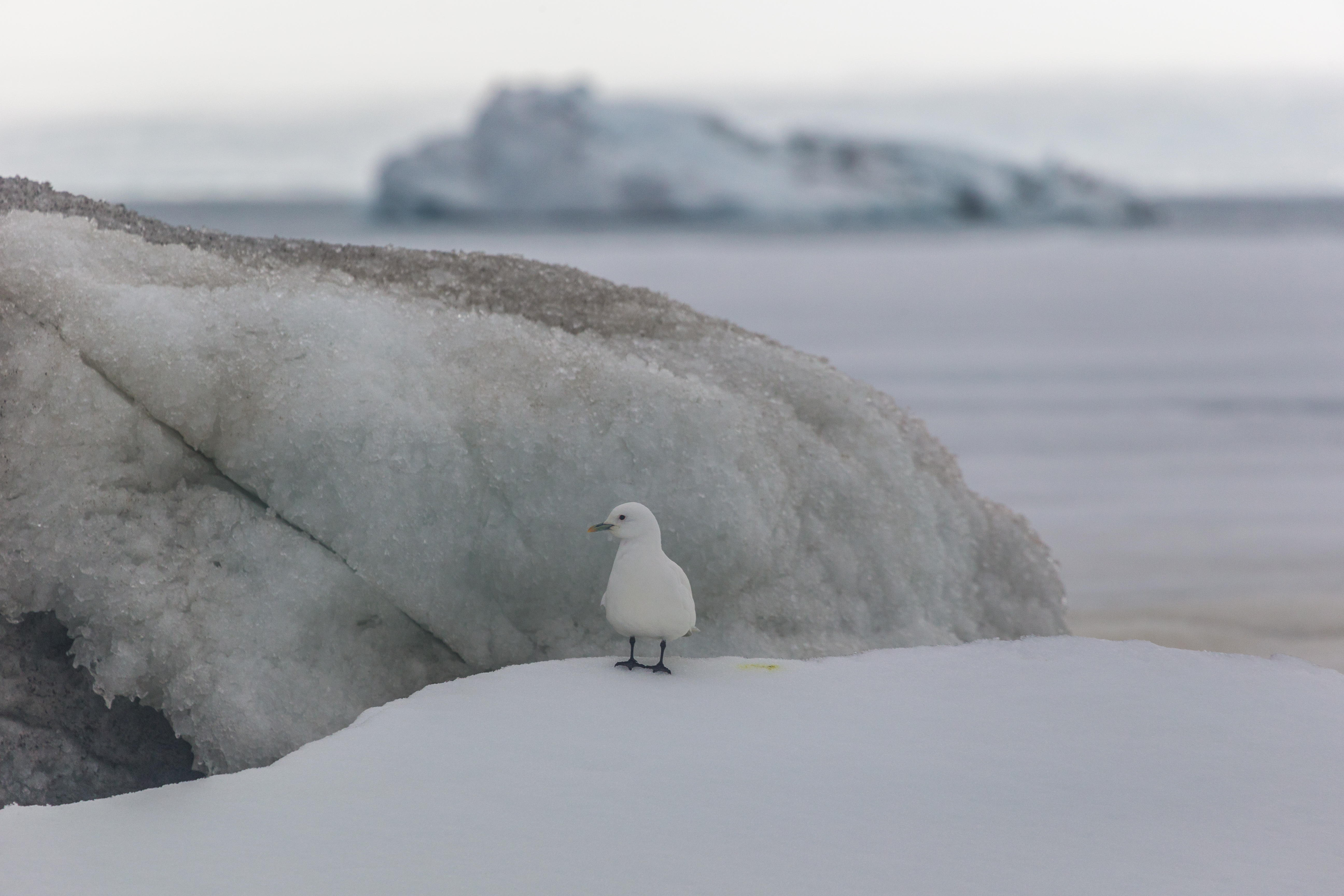
De zeldzame ivoormeeuw (Pagophila eburnea) op Frans Jozefland.
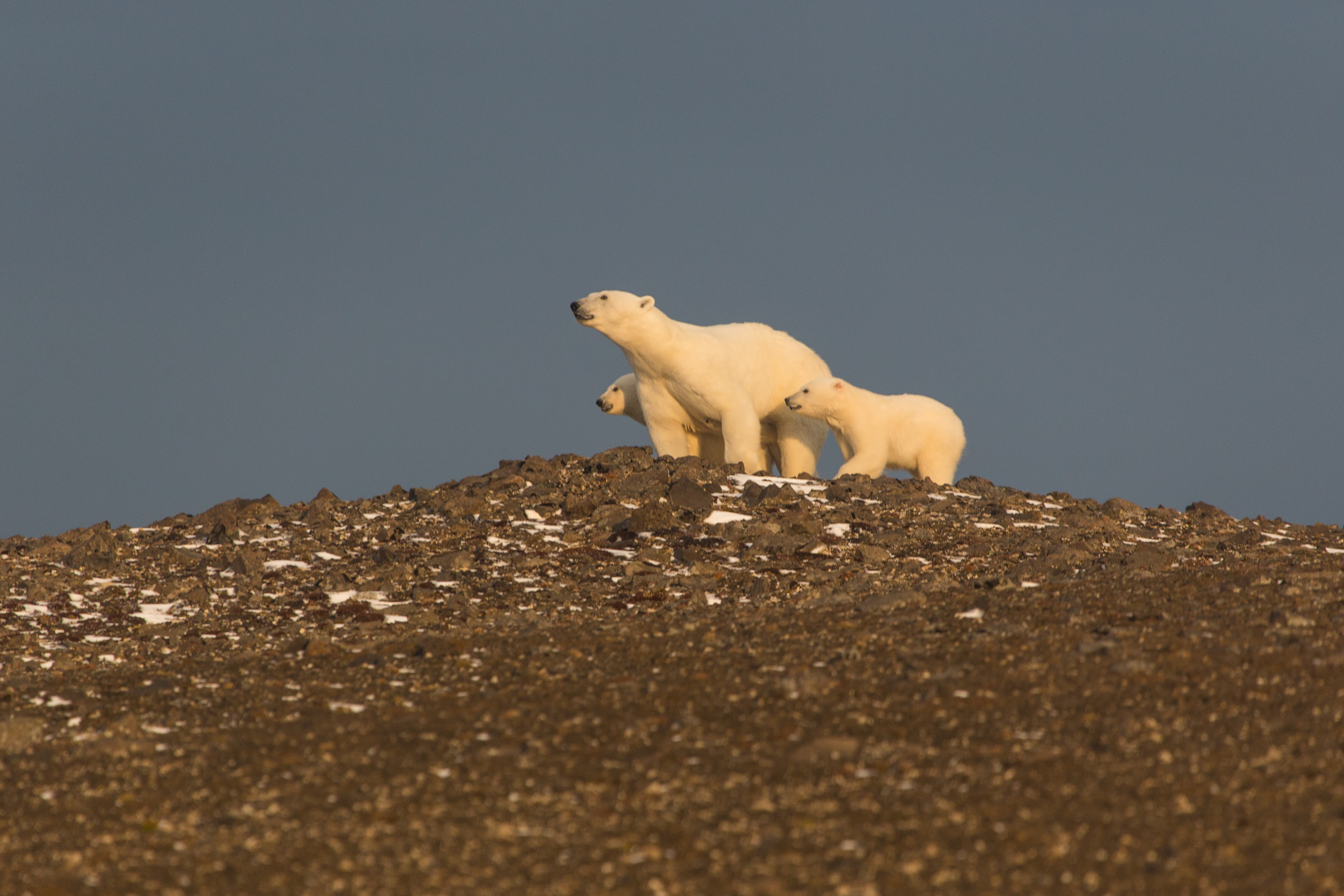
Een vrouwelijke ijsbeer (Ursus maritimus) met twee jongen op Frans Jozefland.
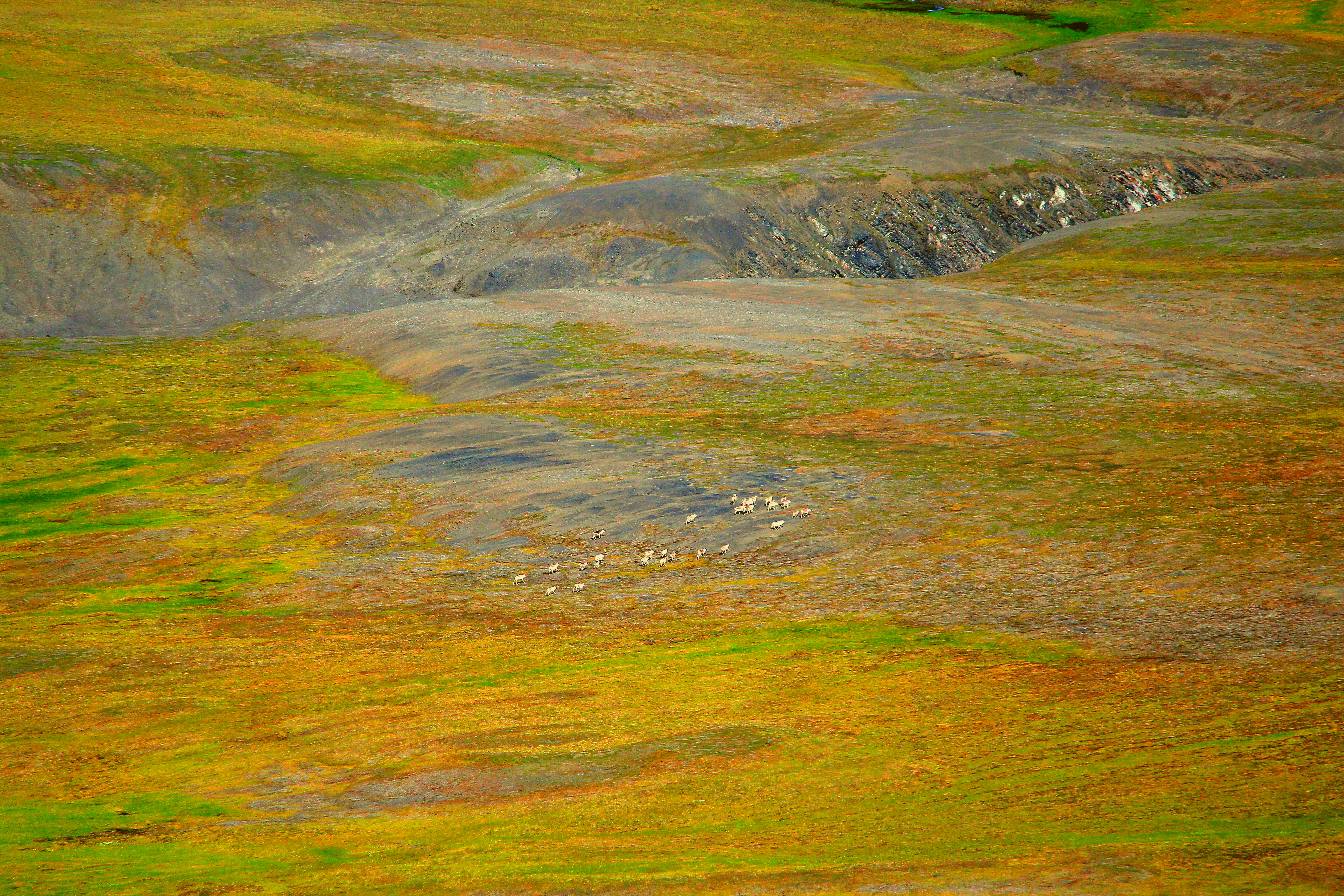
Toendralandschap met in de verte een kudde rendieren (Rangifer tarandus pearsoni), Nova Zembla.
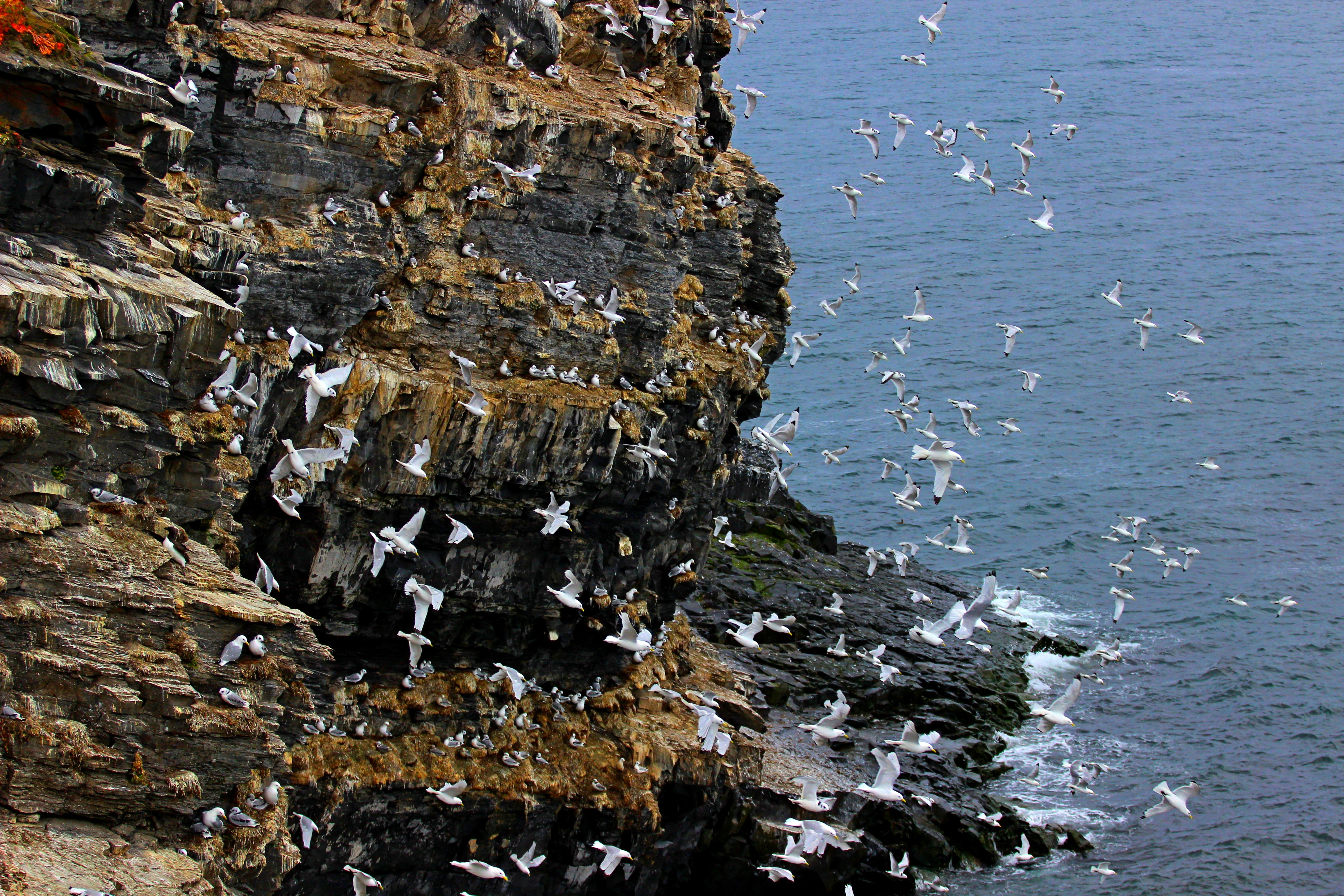
Rotskust met een kolonie drieteenmeeuwen (Rissa tridactyla), Nova Zembla.